# 热诱饵弹

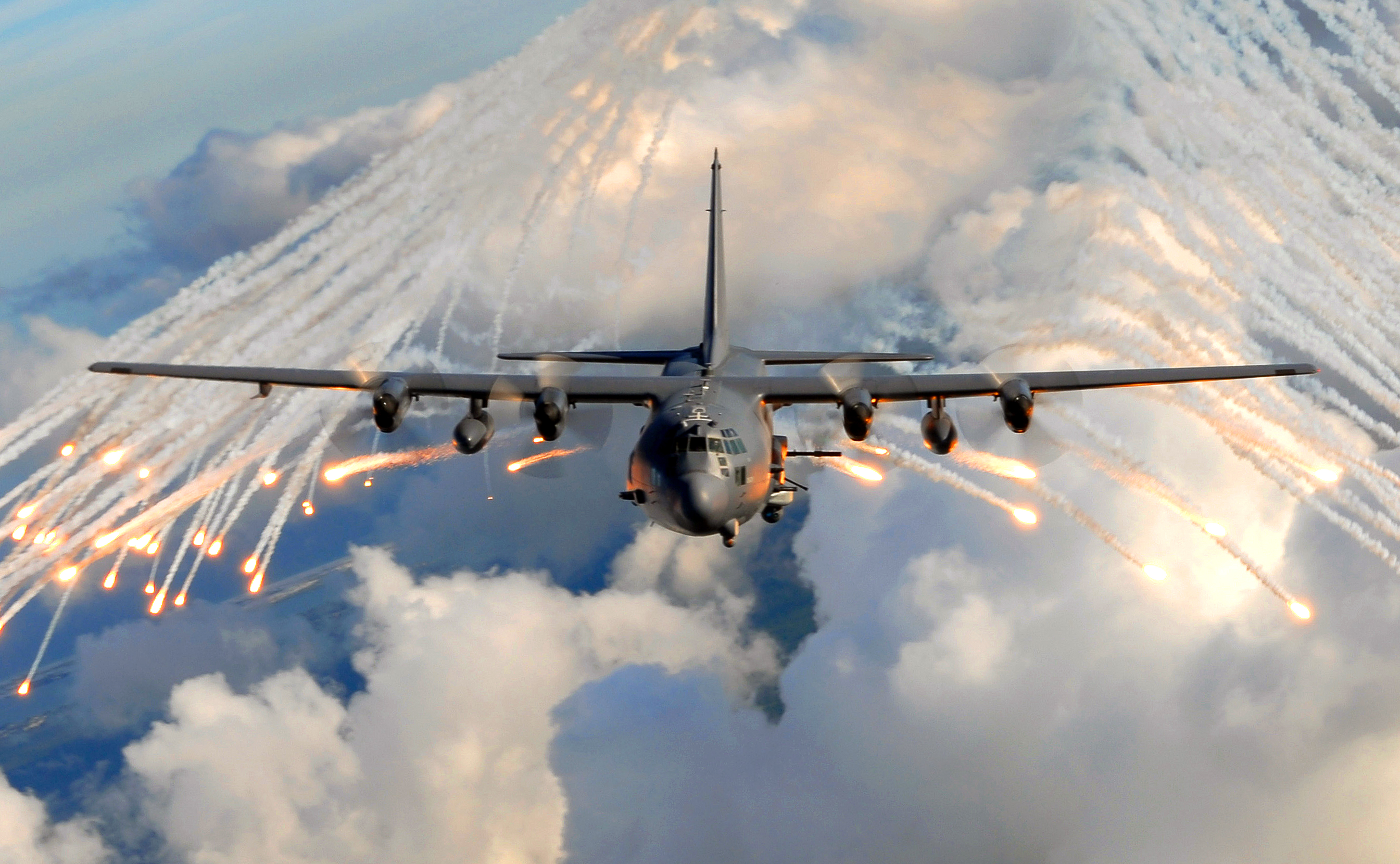
一架AC-130U空中炮艇施放熱誘餌彈

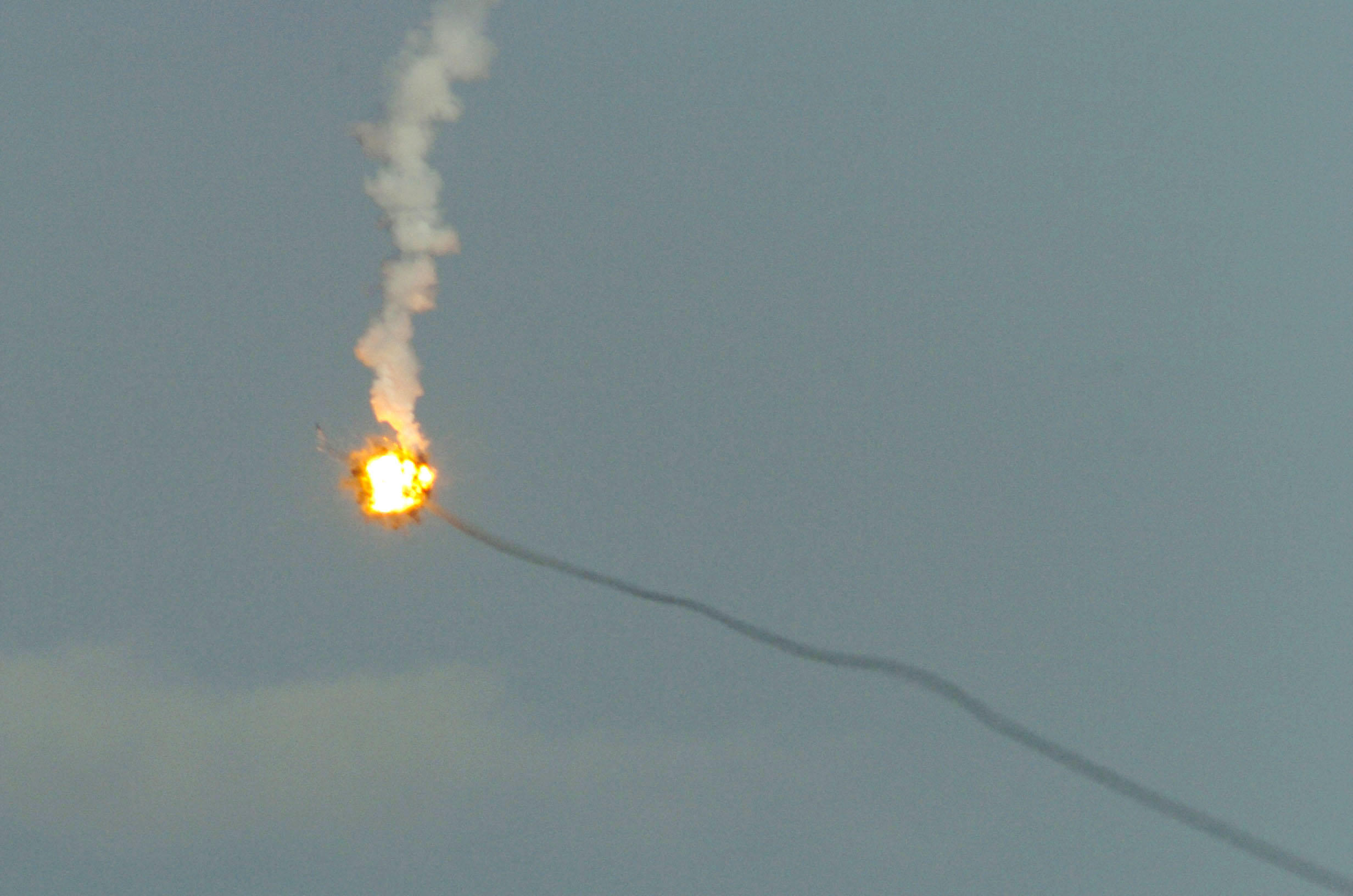
紅外線制導AIM-9響尾蛇導彈擊中熱誘餌彈

热诱饵弹也称熱誘彈、熱焰彈、火焰弹等，与干扰箔一样属于武器对抗设备，主要由飞机和直升机使用，它会诱使红外线导引方式的地对空导弹和空对空导弹误以为它是发动机热源从而偏离目标。热诱饵弹通常使用以镁或其他能剧烈燃烧的金属作为燃烧剂，燃烧温度高于飞机发动机喷口的温度，从而达到干扰红外线导弹的制导，使战机从中脱身的目的。

## 另用
中華民國空軍在運動員參加比賽獲得好成績搭機回國時會依中華民國總統（三軍統帥）之令，於客機飛至中華民國防空識別區時派出F-16V戰隼戰鬥機進行伴飛，並發射熱誘餌彈進行迎接。